# Porte du Louvre
La porte du Louvre est une ancienne porte de Paris qui traversait l'enceinte de Philippe Auguste à hauteur du palais du Louvre. Le nom de ce porche disparu a été repris en 1985 par les édiles pour désigner une voie située un peu plus au nord, dans le 1er arrondissement de Paris.

## Situation et accès
L'entrée de l'actuelle porte du Louvre est située rue de Viarmes, près de la rue du Louvre.
Accès au niveau du sol, conduisant aux réalisations en sous-sol, sous le jardin des Halles, la porte du Louvre permet de rejoindre, par deux escaliers successifs, la rue de la Boucle au niveau -3 du Forum des Halles.

## Origine du nom

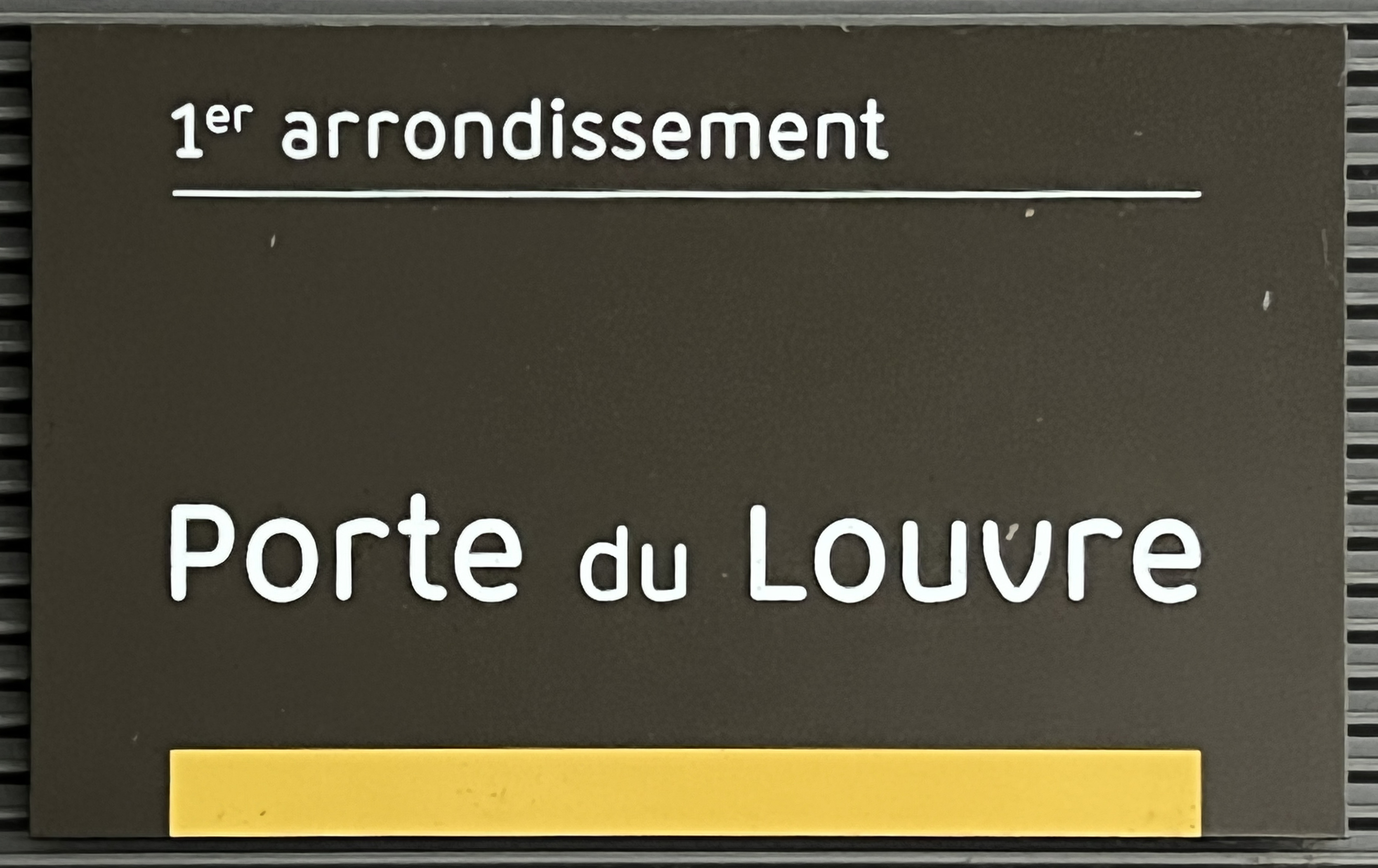
Plaque de la voie.

Elle tient son nom de la rue du Louvre.

## Historique

### Enceinte de Philippe Auguste
C'est l'une des portes de l'enceinte de Philippe Auguste.
Elle est citée dans Le Dit des rues de Paris de Guillot de Paris sous la forme « porte du Louvre ».

### Aménagement du Forum des Halles
Cet accès, provisoirement dénommé « voie AD/1 », a été créé dans le cadre de l’aménagement du secteur ouest des Halles. La porte du Louvre a été dénommée par arrêté municipal du 26 août 1985.

## Pour approfondir